# Askai
Askai — незалежний анонімний OSINT-дослідник, що займається встановленням, документацією і аналізом російського військового вторгнення в Україну.
Діяльність дослідника високо оцінювали Атлантична рада США та група Bellingcat, яка опублікувала кілька його досліджень на своєму сайті. Матеріали дослідника використовувала низка інших ЗМІ та організацій.

## Оцінка діяльності та вплив
Аналітичний центр «Атлантична рада США» відзначив скрупульозний підхід дослідника до розслідувань.
Матеріали, підготовані Askai, неодноразово були перекладені і опубліковані на сайті Bellingcat. Станом на 2019 рік, його діяльність щодо постійного встановлення нових даних російських військовослужбовців, що брали участь у війні, група Bellingcat оцінювала як визначну.
В Україні його матеріали використовувало видання Kyivpost, а у відеоформаті вони були адаптовані командою OmTV.